# Lokalbahn Weißenburg–Nennslingen
| Geplante Bahnstrecke |                      |                             |                             |
| Streckenlänge: | 23 km                |                             |                             |
| Spurweite: | 1435 mm (Normalspur) |                             |                             |
| |                      |                             |                             |
| \| \| \| von Nürnberg Hbf \| \| \| \| 0,0 \| Weißenburg (Bay) \| Weißenburg (Bay) \| \| \| \| nach Treuchtlingen \| \| \| \| 1 \| Weißenburg-Industriebahnhof \| Weißenburg-Industriebahnhof \| \| \| 8 \| Ludwigshöhe \| Ludwigshöhe \| \| \| 11 \| Ladestelle Marmorbrüche \| Ladestelle Marmorbrüche \| \| \| 14 \| Oberhochstatt \| Oberhochstatt \| \| \| 19 \| Burgsalach-Raitenbuch \| Burgsalach-Raitenbuch \| \| \| 23 \| Nennslingen \| Nennslingen \| |                      |                             |                             |
| Strecke |                      | von Nürnberg Hbf            | von Nürnberg Hbf            |
| Bahnhof | 0,0                  | Weißenburg (Bay)            | Weißenburg (Bay)            |
| Abzweig ehemals geradeaus und nach rechts |                      | nach Treuchtlingen          | nach Treuchtlingen          |
| Bahnhof (Strecke außer Betrieb) | 1                    | Weißenburg-Industriebahnhof | Weißenburg-Industriebahnhof |
| Haltepunkt / Haltestelle (Strecke außer Betrieb) | 8                    | Ludwigshöhe                 | Ludwigshöhe                 |
| Blockstelle (Strecke außer Betrieb) | 11                   | Ladestelle Marmorbrüche     | Ladestelle Marmorbrüche     |
| Bahnhof (Strecke außer Betrieb) | 14                   | Oberhochstatt               | Oberhochstatt               |
| Bahnhof (Strecke außer Betrieb) | 19                   | Burgsalach-Raitenbuch       | Burgsalach-Raitenbuch       |
| Kopfbahnhof Streckenende (Strecke außer Betrieb) | 23                   | Nennslingen                 | Nennslingen                 |

Die Lokalbahn Weißenburg–Nennslingen ist ein nicht verwirklichtes Eisenbahnprojekt im Landkreis Weißenburg in Bayern.

## Geschichte
Vom späten 19. bis zum frühen 20. Jahrhundert gab es Bestrebungen, eine Lokalbahn von Weißenburg auf die Hochfläche der Weißenburger Alb nach Nennslingen zu bauen.
Der Anschluss Weißenburgs an das Eisenbahnnetz erfolgte am 2. Oktober 1869 im Zusammenhang mit dem Bau der Bahnstrecke zwischen Treuchtlingen und Pleinfeld durch die Königlich Bayerischen Staatseisenbahnen. Bald wurden Forderungen laut, eine Eisenbahnstrecke nach Nennslingen zu errichten.
Die Stadt Weißenburg trat 1899 mit der Berliner Eisenbahnbaugesellschaft R. Burchart & Cie. in Kontakt, um zu klären, wie eine derartige Strecke finanziert und gebaut werden könnte. Erste Planungen sahen eine Streckenführung vom Bahnhof Weißenburg durch das Schambachtal über Schambach, Suffersheim und Laubenthal nach Raitenbuch und weiter nach Nennslingen vor.
Eine ähnliche Streckenführung wurde in Konkurrenz von der Stadt Treuchtlingen angestrebt. Da sich Schambach frühzeitig aus dem Projekt zurückzog, sollte die Fränkische Alb direkt bei Oberhochstatt bezwungen werden. 1902 und 1903 folgten genauere Planungen, wobei erstmals Berechnungen über die zu erwartenden Gütermengen ausgeführt wurden.

## Zwischenstand des Verkehrsministeriums
Das königlich bayerische Staatsministerium für Verkehrsangelegenheiten teilte der Stadt Weißenburg am 20. Juni 1907 folgendes mit: Wegen Erschließung des Juraplateaus bei Nennslingen sind seit einigen Jahren drei Linienführungen miteinander in Wettbewerb getreten.
Die waren die Streckenführungen:
- Weißenburg–Oberhochstatt–Burgsalach-Raitenbuch–Nennslingen
- Weißenburg–Weiboldshausen–Geyern–Nennslingen
- Treuchtlingen–Schambach–Suffersheim–Burgsalach–Nennslingen

Mit den normalen Entfernungszuschlägen würden sich die Betriebsausgaben für die beiden ersten Vorschläge nur zur Hälfte, beim dritten Vorschlag nur zu zwei Dritteln decken. Die dritte Linie würde wegen der beträchtlichen Holzabfuhr den stärkeren Güterverkehr besitzen und wegen der geringeren örtlichen Schwierigkeiten die niedrigsten Betriebsausgaben aufweisen. Hinsichtlich des Personenverkehrs wäre die erste Linie wegen des Verkehrs aus den zugehörigen Gemeinden zum Bezirksamt und Amtsgericht Weißenburg zu bevorzugen.

## Eisenbahnkomitee
Bürgermeister Leyerer aus Nennslingen wurde 1910 erster Vorsitzender eines Eisenbahnkomitees, welches den Bahnbau vorantreiben sollte. Am 25. Mai 1910 wandte er sich dabei erstmals an die Reichsräte und das Bayerische Staatsministerium für Verkehr. Er unterstrich seine Forderung mit der zu erwartenden Gütermenge und bat im Namen von 46 Gemeinden um baldigen Bau. Sein Vorschlag war die Errichtung einer Linie Weißenburg–Nennslingen–Weigersdorf oder Weißenburg–Suffersheim–Nennslingen.
Beim Güterverkehr wurden 3.400 beladene Eisenbahnwaggons jährlich aus einem noch zu bauenden Zementwerk zwischen Weißenburg und Dettenheim sowie Fracht aus Land- und Forstwirtschaft und den örtlichen Steinbrüchen erhofft.

## Weitere Planungen
Der Ausbruch des Ersten Weltkrieges vereitelte die Umsetzung. Nach dem Krieg wurde die Forderung erneut aufgegriffen. Im Oktober 1919 wurde eine Petition beim Landtag eingereicht, im Dezember 1919 folgte ein Brief des Weißenburger Bürgermeisters August Lober an das Reichsschatzamt in Berlin.
Im Folgejahr wurde die geplante Streckenführung in die Übersicht über den Ausbau des bayerischen Eisenbahnnetzes, die damalige Art eines Bundesverkehrswegeplanes, in die Gruppe II, Nebenbahnen aufgenommen. Eine Fortführung der Strecke über Nennslingen hinaus über Titting bis Altdorf wurde hierbei erwähnt, wobei es von Altdorf bis Beilngries, dem Endbahnhof der Altmühlbahn Eichstätt–Beilngries, nur eine kurze Entfernung gewesen wäre.
Mit Entscheidung vom 15. März 1923 teilte die Reichsbahndirektion Nürnberg mit, dass die Untersuchungen des Reichsverkehrsministeriums zu einem ungünstigen Ergebnis geführt hätten. Der Bahnbau war damit von höchster Stelle abgelehnt.
Einen letzten Versuch unternahm die Stadt Weißenburg im Januar 1926 bei der Reichsbahndirektion München. Sie erhielt von dort zur Antwort, dass sie den Bahnbau selbst finanzieren müsse.
Das Lokalbahnprojekt Weißenburg–Nennslingen wurde somit nie verwirklicht. Lediglich die Strecke zum geplanten Bahnhof Weißenburg-Industriebahnhof wurde später als städtisches Industriegleis erbaut, jedoch schon Ende der 1990er Jahre wieder stillgelegt.